# Borna (herb szlachecki)

Herb Borna (wariant podstawowy, Borna I)

Borna (Borne, von dem Borne, Born, Doliwa odmienna) – herb szlachecki, używany przez rodzinę osiadłą na Pomorzu Zachodnim. Ponieważ istniała kaszubska rodzina o takim samym nazwisku, przypisywano jej również niekiedy herb Borna. Ze względu na specyficzną historię regionu, mimo przynależności do Rzeczypospolitej, rodzina i herb nie zostały odnotowane przez polskich heraldyków. Według Przemysława Pragerta jest to odmiana herbu Doliwa.

## Opis herbu
Opis z wykorzystaniem zasad blazonowania, zaproponowanych przez Alfreda Znamierowskiego:
Według Przemysława Pragerta istniały co najmniej cztery warianty tego herbu:
- Borna I: W polu błękitnym na skosie srebrnym trzy róże czerwone. W klejnocie nad hełmem w koronie dwa skrzydła orle, czarne.
- Borna Ia: W polu srebrnym trzy róże czerwone na gałązce zielonej. W klejnocie nad hełmem w zawoju czerwono-srebrnym samo godło.
- Borna Ib: Jak I, ale w klejnocie trzy róże czerwone w słup, między dwoma rogami bawolimi srebrnymi.
- Borna Ic: Pole czterodzielne w krzyż, w I i IV, nieznanym krzaczek róży o trzech kwiatach na murawie zielonej; w II i III, nieznanym, skrzydła orle. W klejnocie krzaczek róży jak w godle między skrzydłami orlimi jak w godle.

## Najwcześniejsze wzmianki
Herb wymieniany w Nowym Siebmacherze, Pommersches Wappenbuch Bagmihla i Adelslexikon der Preussichen Monarchie Ledebura (Wariant I). Kolejne warianty pochodzą od Siebmachera. Wariant Ib miał być używany przez rodzinę Bornów z Jasińca od XIX wieku, po zarzuceniu przez nich ich oryginalnego herbu, Borna III. Wariant Ic miał być używany przez rodzinę z Sienna w Wielkim Księstwie Poznańskim. Jest to połączenie na tarczy godła i klejnotu oryginalnego herbu Borna.

## Rodzina Borna
Rodzina przybyła z Pomorza Zachodniego, chociaż niemieccy heraldycy mówią o jej niemieckim pochodzeniu. Nazwisko wzięli od swojego gniazda Borne w ziemi drawskiej, gdzie wzmiankowani są już od XIV wieku. Rodzina ta mieszkała głównie w ziemi drawskiej, a także w okolicach Gryfii. Herb zachodniopomorskich Bornów przypisywano, według Pragerta mylnie, wszystkim Bornom na Pomorzu, również tym osiadłym na Kaszubach. Istniała bowiem kaszubska rodzina Borna, używająca herbu Borna II. Członków tej rodziny mieszano w źródłach wielokrotnie z Bornami używającymi Doliwy odmiennej. Część źródeł przypisuje Bornom herb Doliwa bez odmiany.

## Herbowni
Borna (Born, Borne, von dem Borne).